# Oskar Lafontaine
Oskar Lafontaine (n. 16 septembrie 1943, Saarlouis-Roden) este un politician german de stânga. Între anii 1985-1998 a fost prim-ministru (germană: Ministerpräsident) al landului Saar din partea partidului SPD. La alegerile federale din 1990 a candidat la funcția de cancelar federal din partea partidului SPD. Între 1995-1999 a fost președintele SPD.
După alegerile din anul 1998 a devenit ministru de finanțe în cabinetul Gerhard Schröder. Un an mai târziu, în martie 1999, a renunțat la toate funcțiile și a criticat guvernul cancelarului Schröder. În anul 2005 și-a dat demisia din SPD și a întemeiat un partid nou (WASG), radical socialist, care în 2007 s-a unit cu partidul PDS al comuniștilor din fosta RDG, formând noul partid Die Linke („Stânga”).